# 维莱沙泰勒
维莱沙泰勒（法語：Villers-Châtel，法語發音：[vilɛʁ ʃatɛl]）是法国上法蘭西大區加来海峡省的一个市镇，属于阿拉斯区。

## 地理
维莱沙泰勒（50°22'36"N, 2°35'14"E）面积3.17 平方千米，位于法国上法蘭西大區加来海峡省，该省份为法国北部沿海省份，西北濒北海，南至索姆省，东临北部省。
与维莱沙泰勒接壤的市镇（或旧市镇、城区）包括：科库尔、阿图瓦地区欧比尼、阿尼耶尔、康布利尼厄勒、曼戈瓦勒。

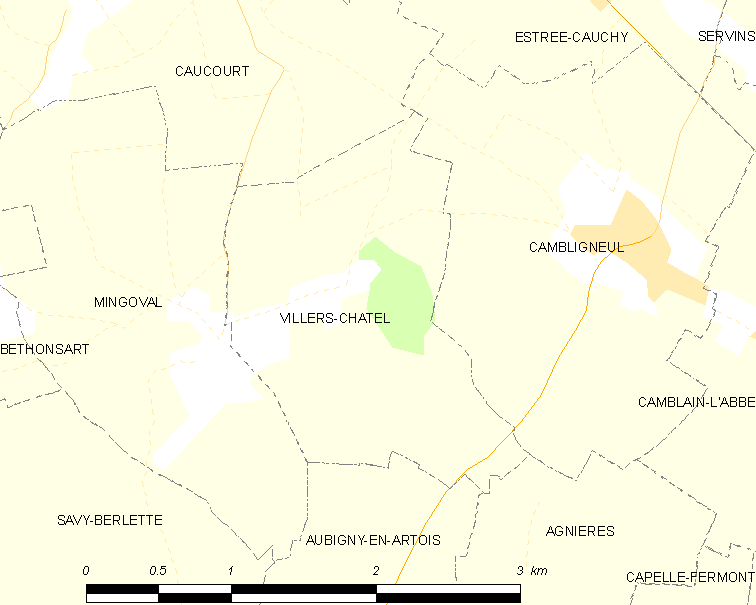
维莱沙泰勒的OSM定位图

维莱沙泰勒的时区为UTC+01:00、UTC+02:00（夏令时）。

## 行政
维莱沙泰勒的邮政编码为62690，INSEE市镇编码为62857。

## 政治
维莱沙泰勒所属的省级选区为阿韦讷勒孔特县。

## 人口

1962-2008年间维莱沙泰勒人口变化图示

维莱沙泰勒于2022年1月1日时的人口数量为127人。